# Borrelia recurrentis
Borrelia recurrentis (лат.) (боррелия возвратного тифа) — вид бактерий рода боррелий. Открыт в 1868 году О. Обермейером. Является этиологическим агентом эпидемического возвратного тифа. Боррелии возвратного тифа обычно переносятся от человека к человеку вшами.

## Морфология
Клетки Borrelia recurentis представляют собой тонкие спиралевидные нити длиной 8—16 мкм и шириной 0,35—0,5 мкм, имеют от 4 до 12 завитков, концы заострены. Бактерии подвижные, грамотрицательные, окрашиваются по Романовскому — Гимзе в сине-фиолетовый цвет.

## Культивирование
Выращивают в анаэробных условиях на питательной среде с pH равным 7,2—7,4. Наблюдается более интенсивный рост при добавлении асцитической жидкости, сыворотки, фрагментов тканей или органов.